# L’International des Feux Loto-Québec
L’International des Feux Loto-Québec, auch Montreal Fireworks Festival genannt, ist ein großer internationaler Feuerwerkswettbewerb; zu Beginn hieß er Le Mondial SAQ und L’International Benson & Hedges. Er findet seit 1985 jährlich beim Freizeitpark La Ronde in Montreal statt und ist nach dem Hauptsponsor Loto-Québec benannt. Geschätzte drei Millionen Zuschauer verfolgen dieses Event jedes Jahr.
Jeden Sommer präsentieren acht oder neun pyrotechnische Firmen aus unterschiedlichen Nationen jeweils ein 30-minütiges musiksynchrones Feuerwerk. Zum 20. Jubiläum im Jahr 2004 traten im Juni und Juli die acht vorangegangenen Jupiter-Gold-Gewinner im Kampf um den (einmaligen) Platin-Jupiter-Trophäe an. Es gewann die deutsche Feuerwerkfirma WECO.
Der Wettbewerb, der gewöhnlich Ende Juni beginnt und im späten Juli endet, ist so aufgebaut, dass alle sieben Tage jeweils ein Team eine Feuerwerkshow präsentiert. Das Feuerwerk ist mit Musik synchronisiert, die von einem Radiosender (2005 Rock Détente, seit 2006 Rythme FM) ausgestrahlt wird. Zuschauer in La Ronde müssen Eintritt bezahlen. Wegen der COVID-19-Pandemie wurde der Wettbewerb 2020 und 2021 nicht ausgetragen.

## Gewinner der Jupiter-Trophäen
| Jahr | Gold-Jupiter        | Silber-Jupiter      | Bronze-Jupiter      |
| ---- | ------------------- | ------------------- | ------------------- |
| 1985 | Frankreich          | Italien             | Japan               |
| 1986 | Spanien             | Frankreich          | *                   |
| 1987 | Vereinigte Staaten  | Deutschland         | Spanien             |
| 1988 | Spanien             | Deutschland         | Vereinigte Staaten  |
| 1989 | Deutschland         | Vereinigte Staaten  | Spanien & Kanada    |
| 1990 | Frankreich          | Spanien             | Schweiz             |
| 1991 | Vereinigte Staaten  | Niederlande         | Schweiz             |
| 1992 | Volksrepublik China | Vereinigte Staaten  | Spanien             |
| 1993 | Spanien             | Volksrepublik China | Frankreich          |
| 1994 | Vereinigte Staaten  | Australien          | Japan               |
| 1995 | Niederlande         | Frankreich          | Italien             |
| 1996 | Vereinigte Staaten  | Spanien             | Deutschland         |
| 1997 | Italien             | Deutschland         | Österreich          |
| 1998 | Vereinigte Staaten  | Italien             | Spanien             |
| 1999 | Vereinigte Staaten  | Kanada              | Spanien             |
| 2000 | Deutschland         | Spanien             | Australien          |
| 2001 | Spanien             | Australien          | Chinesisch Taipeh   |
| 2002 | Frankreich          | Portugal            | Kanada              |
| 2003 | Kanada              | Australien          | Hongkong            |
| 2004 | Deutschland         | *                   | *                   |
| 2005 | Argentinien         | Vereinigte Staaten  | Kanada              |
| 2006 | Vereinigte Staaten  | Frankreich          | Australien          |
| 2007 | England             | Deutschland         | Vereinigte Staaten  |
| 2008 | Vereinigte Staaten  | Australien          | Volksrepublik China |
| 2009 | Kanada              | Hongkong            | Vereinigte Staaten  |
| 2010 | Kanada              | Schweden            | Frankreich          |
| 2011 | Italien             | Frankreich          | Australien          |
| 2012 | Vereinigte Staaten  | Portugal            | Italien             |
| 2013 | Italien             | Kroatien            | Spanien             |
| 2014 | Kanada              | Australien          | Frankreich          |
| 2015 | England             | Frankreich          | Hongkong            |
| 2016 | Spanien             | Schweden            | Schweiz             |
| 2017 | England             | Frankreich          | Portugal            |
| 2018 | Philippinen         | Österreich          | Vereinigte Staaten  |
| 2019 | Portugal            | Australien          | Vereinigte Staaten  |
| 2022 | England             | Ungarn              | Kanada              |

* Nicht vergeben.

## Siegermannschaften
- 2022:  England (Pyrotex Fireworks)
- 2019:  Portugal (Groupo Luso Pirotecnica)
- 2018:  Philippinen (Dragon Fireworks)
- 2017:  England (Jubilee Fireworks)
- 2016:  Spanien (Ricasa)
- 2015:  England (Jubilee Fireworks)
- 2014:  Kanada (Fireworks Spectaculars and Royal Pyrotechnie Colab)
- 2013:  Italien (Pyroemotions - Pyrodigit)
- 2012:  Vereinigte Staaten (Atlas Pyrovision Productions)
- 2011:  Italien (Pirotecnica Morsani SRL)
- 2010:  Kanada (Fireworks Spectacular)
- 2009:  Kanada (Royal Pyrotechnie)
- 2008:  Vereinigte Staaten (Pyrotecnico)
- 2007:  England (Pains Fireworks)
- 2006:  Vereinigte Staaten (Melrose Pyrotechnics)
- 2005:  Argentinien (Fuegos Artificiales Júpiter)
- 2004:  Deutschland- Platinum Jupiter (WECO)
- 2003:  Kanada (Royal Pyrotechnie)
- 2002:  Frankreich (Société Lacroix-Ruggieri)
- 2001:  Spanien (Pirotècnia Igual)
- 2000:  Deutschland (WECO)
- 1999:  Vereinigte Staaten (Performance Pyrotechnic Associates)
- 1998:  Vereinigte Staaten (Performance Pyrotechnic Associates)
- 1997:  Italien (Ipon s.r.l.)
- 1996:  Vereinigte Staaten (Performance Pyrotechnic Associates)
- 1995:  Niederlande (JNS Pyrotechniek)
- 1994:  Vereinigte Staaten (Performance Pyrotechnic Associates)
- 1993:  Spanien (Pirotecnia Caballer)
- 1992:  Volksrepublik China (Sunny International)
- 1991:  Vereinigte Staaten (Pyrotechnology Inc.)
- 1990:  Frankreich (Société Étienne Lacroix)
- 1989:  Deutschland (Lünig Feuerwerk Stuttgart)
- 1988:  Spanien (Pirotècnia Igual)
- 1987:  Vereinigte Staaten (Austin Fireworks, Inc.)
- 1986:  Spanien (Pirotecnia Caballer)
- 1985:  Frankreich (Société Étienne Lacroix)